# Mythodes plumosa
Mythodes plumosa är en skalbaggsart som beskrevs av Thomson 1864. Mythodes plumosa ingår i släktet Mythodes och familjen långhorningar. Inga underarter finns listade i Catalogue of Life.